# Gutemberg Monteiro
Gutemberg Monteiro (Faria Lemos, 4 de dezembro de 1916 - 10 de Dezembro de 2012) foi um ilustrador  de histórias em quadrinhos brasileiro. Também conhecido nos Estados Unidos como Goott. Começou a fazer ilustrações na década de 1940. Atuou tanto no Brasil como no mercado norte-americano.
Gutembert foi descoberto por Adolfo Aizen. Era filho de seu motorista. Iniciou a carreira nos últimos tempos da revista Suplemento Juvenil. Foi o principal capistas des revistas em quadrinhos (Gibi Mensal e O Globo Juvenil Mensal) e policiais (X-9, Meia-Noite) da Rio Gráfica Editora, de Roberto Marinho. Um desenhista que tinha traço próprio, (não se limitava a decalcar desenhos, como faziam a maioria dos outros capistas) ilustrou várias matérias de apenas uma página e vários romances que foram quadrinizados. O primeiro deles foi "A Moreninha" para a Edição Maravilhosa. produziu histórias de terror para a editora Outubro e para a editora Garimar adaptou o histórias do seriado O Falcão Negro. Para a Rio Gráfica Editora ilustrou capas e histórias de O Fantasma. Em 1964, recebeu um convite para trabalhar nos Estados Unidos, lá desenhou tiras de jornal de O Fantasma, Batman e Tom e Jerry (pranchas dominicais), revistas em quadrinhos de Gasparzinho, Riquinho, Brasinha entre outros. Gutemberg faleceu no dia 10 de Dezembro de 2012, vítima de uma isquemia cerebral.